# هيرمان لي
هيرمان لي (بالإنجليزية: Herman Li)‏ (و. 1976  م) هو عازف قيثارة، ومنتج أسطوانات، وملحن، من الصين، ولد في هونغ كونغ.

## روابط خارجية
- هيرمان لي على موقع ميوزك برينز (الإنجليزية)
- هيرمان لي على موقع ديسكوغز (الإنجليزية)